# Gornja Draguša
Gornja Draguša (en serbe cyrillique : Горња Драгуша) est un village de Serbie situé dans la municipalité de Blace, district de Toplica. Au recensement de 2011, il comptait 207 habitants.

## Géographie

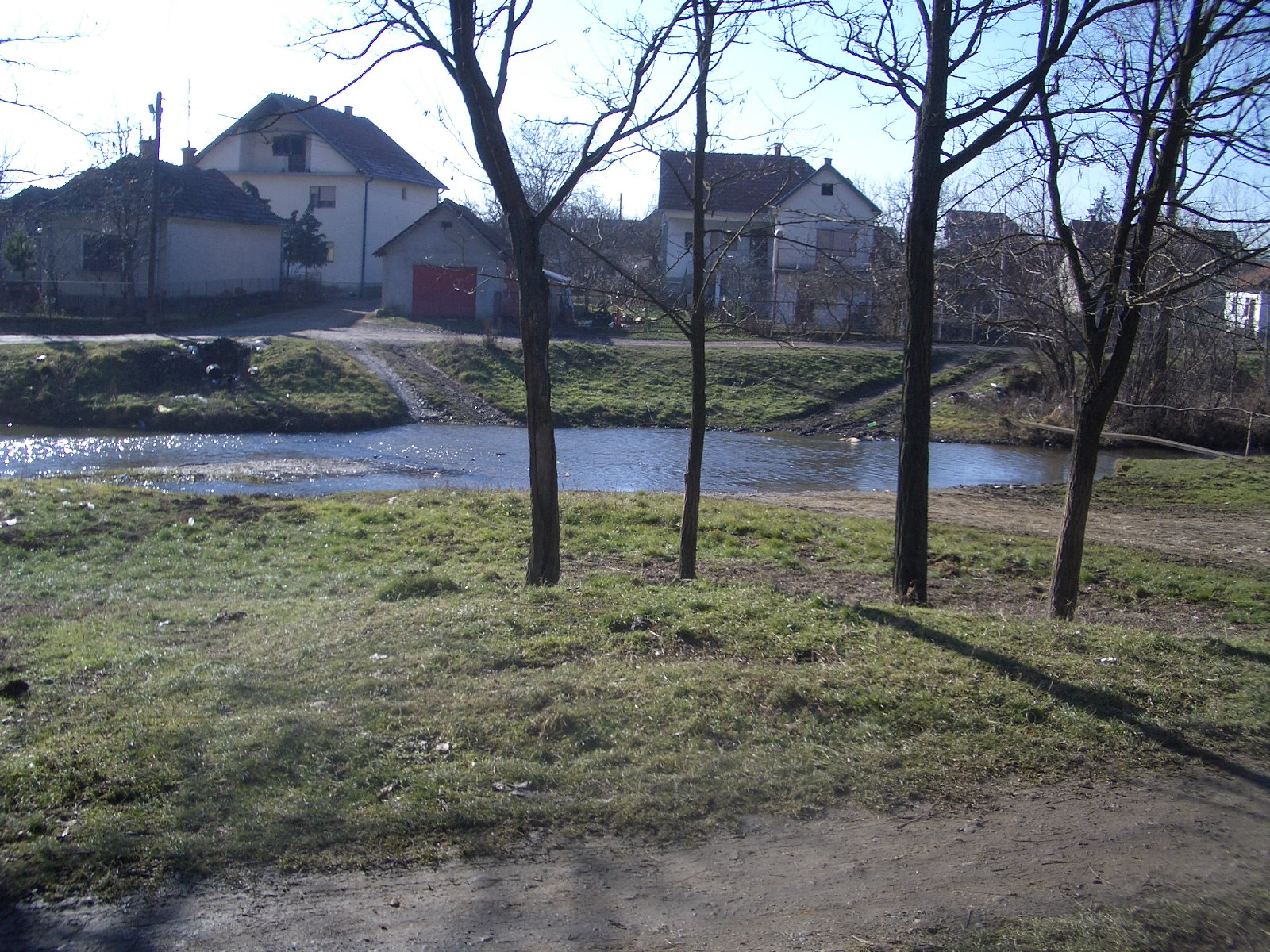
La Draguška reka

## Histoire
Pendant la Seconde Guerre mondiale, Gornja Draguša était également connue sous le nom de Petit Moscou (en serbe : Мала Москва et Mala Moskva) en raison de la forte résistance qu'y déployèrent les Partisans communistes de Tito contre l'occupant nazi. Un monument, érigé dans le village, rappelle les luttes qui y ont eu lieu.

## Démographie
| 1948 | 1953 | 1961 | 1971 | 1981 | 1991 | 2002 | 2011 |
| ---- | ---- | ---- | ---- | ---- | ---- | ---- | ---- |
| 605  | 604  | 475  | 409  | 389  | 361  | 258  | 207  |

|  |

## Économie
Gornja Draguša est un village essentiellement rural ; on y pratique l'agriculture et l'élevage. On y trouve deux commerces, une poste et un petit centre médical.